# Блэк, Байрон
Ба́йрон Хэ́миш Блэк (англ. Byron Hamish Black; р. 6 октября 1969, Солсбери) — профессиональный теннисист из Зимбабве. Старший брат Уэйна и Кары Блэк. Победитель Открытого чемпионата Франции 1994 года и бывшая первая ракетка мира в парном разряде.

## Личная жизнь
Отец Байрона, Дон, был теннисистом-любителем. Выступая под флагом Родезии, он дважды доходил до третьего круга на Уимблдоне. На принадлежащей семье плантации авокадо Дон построил для детей травяные корты.
Женился в 1996 году. В 2000 году у него родился сын. В 2005 году Байрон Блэк объявил, что в связи со слабым здоровьем сына он перебирается в ЮАР.

## Спортивная карьера

### Начало карьеры
В 1985 году Байрон Блэк стал чемпионом Африки по теннису среди юниоров (до 18 лет). Уже в 1987 году, в 18 лет, Байрон защищал национальные цвета Зимбабве в Кубке Дэвиса. За свои первые два года в сборной он выиграл 13 матчей из 15.
Во время учёбы в Университете Южной Калифорнии Блэк трижды избирался в символическую студенческую (NCAA) сборную США в одиночном разряде и четырежды в парном. В 1990 году он был удостоен Приза Артура Эша за спортивные успехи, а в 1991 году выиграл со сборной университета студенческое первенство США. С того же года начал выступления в профессиональных теннисных турнирах и уже в июле в Уиннетке (Иллинойс, США) выиграл свой первый «челленджер» в одиночном разряде и в парах (со Скоттом Мелвиллом).
В апреле 1992 года в Гонконге Блэк выходит в свой первый финал турнира АТР в паре с южноафриканцем Байроном Талботом. В том же месяце он дебютирует в первой сотне рейтинга среди теннисиств в парном разряде. В одиночном разряде он впервые добивается этого успеха месяц спустя, но надолго в элите пока не задерживается. В Кубке Дэвиса он достигает стопроцентного результата, выиграв девять матчей из девяти. В последней встрече, со сборной Марокко, с ним в паре впервые выступает младший брат Уэйн.

### 1993—1996
В 1993 году Блэк выигрывает шесть турниров АТР, четыре из них с американцем Джонатаном Старком, а с британцем Джереми Бейтсом доходит до четвертьфинала на Уимблдоне. После победы на турнире серии Мастерс в Париже он входит в число десяти сильнейших теннисистов мира в парном разряде. В одиночном разряде он возвращается в число ста сильнейших после выхода в полуфинал турнира АТР в Нью-Хейвене. Ранее в этом году он одерживает свою первую победу над теннисистом из первой десятки, победив на турнире в Лондоне седьмую ракетку мира Ивана Лендла.
В 1994 году Байрон Блэк впервые выходит в финал турнира Большого шлема на Открытом чемпионате Австралии, а затем побеждает на Открытом чемпионате Франции. Обоих этих успехов он достигает со Старком. Всего за год они выигрывают три турнира и ещё шесть раз играют в финалах. После победы на Ролан Гаррос Блэк возглавляет рейтинг АТР в парном разряде. В конце года Блэк и Старк играют в чемпионате мира по версии АТР, но проигрывают две встречи на групповом этапе и из группы не выходят. В одиночном разряде Блэк остаётся в числе ста сильнейших и добавляет к списку достижений победу над девятой ракеткой мира Тоддом Мартином.
1995 год в парном разряде оказался для Блэка достаточно проходным (две победы в турнирах и выход в четвертьфинал Уимблдона), а в одиночном выход в четвертьфинал Открытого чемпионата США, где он победил двух теннисистов из мировой десятки, позволил ему впервые в карьере войти в число 50 сильнейших.
Блэк развивает свой успех в начале 1996 года, выиграв первый в карьере одиночный турнир АТР и дважды пробившись в финал. К концу апреля он поднимается до 22-го места в рейтинге, высшего в своей одиночной карьере. В парном разряде он выигрывает за год четыре турнира, три из них с канадцем Грантом Коннеллом, и выходит с ним в финал Уимблдонского турнира, вернувшись в десятку лучших парных игроков. В июле в Атланте Блэк участвует в единственной в карьере Олимпиаде и доходит до второго круга как в одиночном, так и в парном разряде (где его партнёром был младший брат, а дорогу им преградили будущие бронзовые призёры турнира Марк-Кевин Гёлльнер и Давид Приносил). В чемпионате мира АТР в конце года Блэк и Коннелл доходят до полуфинала, где уступают олимпийским чемпионам, австралийцам Вудбриджу и Вудфорду.

### 1997—1999
В 1997 году Блэк не добивался особых успехов на индивидуальном уровне ни в одиночном разряде (где в его активе только победа над шестой ракеткой мира Марсело Риосом), ни в парном (где он в середине сезона расстался с Коннелом и за весь год только один раз дошёл до финала), но помог сборной Зимбабве впервые в истории выйти в Мировую группу Кубка Дэвиса. Следующий год в одиночном разряде сложился более успешно: трижды выйдя в финал турниров, он вернулся в число 30 сильнейших теннисистов мира. За год он одержал три победы над теннисистами из первой десятки, в том числе в Индианаполисе — над Риосом, на тот момент первой ракеткой мира. В парах он так и не смог найти постоянного партнёра и добился победы лишь в одном турнире АТР. Со сборной он вышел в четвертьфинал Мировой группы Кубка Дэвиса после победы над австралийцами; в этом матче он выиграл обе личные встречи, у Патрика Рафтера и Джейсона Столтенберга. Однако в четвертьфинале сборная Зимбабве всухую проиграла Италии.
Первую половину 1999 года Блэк проводит в паре с южноафриканцем Уэйном Феррейрой. Они трижды играют в финалах и в одном из них добиваются победы. Во второй половине сезона основным партнёром Блэка становится швед Йонас Бьоркман, с которым они выигрывают два турнира Мастерс и доходят до полуфинала Открытого чемпионата США — высшее достижение Блэка в этом турнире. В одиночном разряде Блэк выигрывает второй турнир АТР в карьере и ещё раз играет в финале. В Кубке Дэвиса его победы над Риосом и Николасом Массу позволяют сборной Зимбабве сохранить своё место в Мировой группе ещё на год.

### Последние годы
2000 год опять проходит в поисках партнёра, так как с Бьоркманом Блэку не удалось развить прошлогодний успех. Единственный турнир в этом году он выигрывает в феврале с другим партнёром. В одиночном разряде он дважды выходит в финал, доходит до четвертьфинала Уимблдона и в октябре в очередной раз возвращается в число 30 сильнейших теннисистов мира. Но на следующий год его успехи были намного скромнее, и после поражения во втором круге Уимблдона он покинул первую сотню рейтинга. В парах он в последний раз вышел в финал турнира Большого шлема (на Открытом чемпионате Австралии с Давидом Приносилом) и выиграл два последних в карьере турнира АТР (в том числе единственный раз в карьере они победили в паре с Уэйном). 2002 год стал последним в карьере Байрона Блэка: свой последний матч в парах он провёл во втором круге Уимблдонского турнира, а окончательно зачехлил ракетку после двух поражений в стыковом матче Мировой группы со сборной Бельгии.

## Положение в рейтинге АТР в конце сезона
| Год  | Одиночный разряд | Парный разряд |
| ---- | ---------------- | ------------- |
| 2002 | 317              | 106           |
| 2001 | 196              | 34            |
| 2000 | 35               | 53            |
| 1999 | 67               | 10            |
| 1998 | 28               | 70            |
| 1997 | 76               | 70            |
| 1996 | 44               | 4             |
| 1995 | 40               | 18            |
| 1994 | 66               | 6             |
| 1993 | 84               | 5             |
| 1992 | 142              | 90            |
| 1991 | 123              | 149           |
| 1990 | 453              | 381           |
| 1989 |                  | 586           |

## Участие в финалах турниров Большого шлема в парном разряде за карьеру (4)

### Победа (1)
| Год  | Турнир                     | Покрытие | Партнёр        | Соперники в финале       | Счёт финала |
| ---- | -------------------------- | -------- | -------------- | ------------------------ | ----------- |
| 1994 | Открытый чемпионат Франции | Грунт    | Джонатан Старк | Ян Апелль Йонас Бьоркман | 6-4, 7-65   |

### Поражения (3)
| Год  | Турнир                           | Покрытие | Партнёр        | Соперники в финале           | Счёт финала        |
| ---- | -------------------------------- | -------- | -------------- | ---------------------------- | ------------------ |
| 1994 | Открытый чемпионат Австралии     | Хард     | Джонатан Старк | Паул Хархёйс Якко Элтинг     | 6-7, 6-3, 6-4, 6-3 |
| 1996 | Уимблдонский турнир              | Трава    | Грант Коннелл  | Тодд Вудбридж Марк Вудфорд   | 4-6, 6-1, 6-3, 6-2 |
| 2001 | Открытый чемпионат Австралии (2) | Хард     | Давид Приносил | Йонас Бьоркман Тодд Вудбридж | 6-1, 5-7, 6-4, 6-4 |

## Участие в финалах турниров за карьеру (51)
| Легенда                                  |
| Большой шлем (0+4)                       |
| Чемпионат мира АТР / Кубок Мастерс (0)   |
| АТР Мастерс (0+10)                       |
| АТР Championship Series / ATP Gold (2+7) |
| АТР World / ATP International (8+20)     |

### Одиночный разряд (10)

#### Победы (2)
| №  | Дата        | Турнир                                | Покрытие | Соперник в финале | Счёт в финале |
| -- | ----------- | ------------------------------------- | -------- | ----------------- | ------------- |
| 1. | 29 апр 1996 | Открытый чемпионат Сеула, Южная Корея | Хард     | Мартин Дамм       | 7-63, 6-3     |
| 2. | 12 апр 1999 | Gold Flake Open, Ченнай, Индия        | Хард     | Райнер Шуттлер    | 6-4, 1-6, 6-3 |

#### Поражения (8)
| №  | Дата        | Турнир                                             | Покрытие | Соперник в финале   | Счёт в финале  |
| -- | ----------- | -------------------------------------------------- | -------- | ------------------- | -------------- |
| 1. | 8 янв 1996  | Australian Men's Hardcourt Championships, Аделаида | Хард     | Евгений Кафельников | 6-70, 6-3, 1-6 |
| 2. | 15 апр 1996 | Gold Flake Open, Нью-Дели, Индия                   | Хард     | Томас Энквист       | 2-6, 6-73      |
| 3. | 13 апр 1998 | Гонконг                                            | Хард     | Кеннет Карлсен      | 2-6, 0-6       |
| 4. | 20 апр 1998 | Открытый чемпионат Японии, Токио                   | Хард     | Андрей Павел        | 3-6, 4-6       |
| 5. | 22 июн 1998 | Открытый чемпионат Ноттингема, Великобритания      | Трава    | Йонас Бьоркман      | 3-6, 2-6       |
| 6. | 15 ноя 1999 | Кубок Кремля, Москва, Россия                       | Ковёр    | Евгений Кафельников | 6-72, 4-6      |
| 7. | 21 фев 2000 | Kroger St. Jude International, Мемфис, США         | Хард (i) | Магнус Ларссон      | 2-6, 6-1, 3-6  |
| 8. | 26 июн 2000 | Открытый чемпионат Ноттингема (2)                  | Трава    | Себастьян Гросжан   | 6-77, 3-6      |

### Мужской парный разряд (41)

#### Победы (22)
| №   | Дата        | Турнир                                     | Покрытие | Партнёр         | Соперники в финале                | Счёт в финале |
| --- | ----------- | ------------------------------------------ | -------- | --------------- | --------------------------------- | ------------- |
| 1.  | 5 апр 1993  | Открытый чемпионат ЮАР, Дурбан             | Хард     | Лен Бейл        | Йохан де Бер Маркос Ондруска      | 7-6, 6-2      |
| 2.  | 26 июл 1993 | Washington Open, США                       | Хард     | Рик Лич         | Патрик Гэлбрайт Грант Коннелл     | 6-4, 7-5      |
| 3.  | 4 окт 1993  | Swiss Indoors, Базель                      | Хард (i) | Джонатан Старк  | Брэд Пирс Дэйв Рэндолл            | 3-6, 7-5, 6-3 |
| 4.  | 11 окт 1993 | Тулуза, Франция                            | Хард (i) | Джонатан Старк  | Давид Приносил Удо Риглевски      | 7-5, 7-6      |
| 5.  | 25 окт 1993 | CA-Tennis Trophy, Вена, Австрия            | Ковёр    | Джонатан Старк  | Майк Бауэр Давид Приносил         | 6-3, 7-6      |
| 6.  | 8 ноя 1993  | Paris Open, Франция                        | Ковёр    | Джонатан Старк  | Том Нейссен Цирил Сук             | 4-6, 7-5, 6-2 |
| 7.  | 14 фев 1994 | Kroger St. Jude International, Мемфис, США | Хард (i) | Джонатан Старк  | Джим Грабб Джаред Палмер          | 7-6, 6-4      |
| 8.  | 6 июн 1994  | Открытый чемпионат Франции, Париж          | Грунт    | Джонатан Старк  | Ян Апелль Йонас Бьоркман          | 6-4, 7-65     |
| 9.  | 1 авг 1994  | Открытый чемпионат Канады, Торонто         | Хард     | Джонатан Старк  | Патрик Макинрой Джаред Палмер     | 6-4, 6-4      |
| 10. | 29 мая 1995 | Болонья, Италия                            | Грунт    | Джонатан Старк  | Либор Пимек Винсент Спейди        | 7-5, 6-3      |
| 11. | 13 ноя 1995 | Кубок Кремля, Москва, Россия               | Ковёр    | Джонатан Старк  | Бретт Стивен Томми Хо             | 6-4, 3-6, 6-3 |
| 12. | 19 фев 1996 | Теннисный чемпионат Дубая, ОАЭ             | Хард     | Грант Коннелл   | Иржи Новак Карел Новачек          | 6-0, 6-1      |
| 13. | 20 мая 1996 | Открытый чемпионат Италии, Рим             | Грунт    | Джонатан Старк  | Либор Пимек Байрон Талбот         | 6-2, 6-3      |
| 14. | 24 июн 1996 | Gerry Weber Open, Халле, Германия          | Трава    | Грант Коннелл   | Даниэль Вацек Евгений Кафельников | 6-1, 7-5      |
| 15. | 19 авг 1996 | Volvo International, Нью-Хейвен, США       | Хард     | Грант Коннелл   | Йонас Бьоркман Никлас Култи       | 6-4, 6-4      |
| 16. | 13 апр 1998 | Гонконг                                    | Хард     | Алекс О'Брайен  | Невилл Годвин Туомас Кетола       | 7-5, 6-1      |
| 17. | 2 авг 1999  | Лос-Анджелес, США                          | Хард     | Уэйн Феррейра   | Горан Иванишевич Брайан Макфи     | 6-2, 7-64     |
| 18. | 16 авг 1999 | Great American Insurance, Цинциннати, США  | Хард     | Йонас Бьоркман  | Тодд Вудбридж Марк Вудфорд        | 6-3, 7-66     |
| 19. | 1 ноя 1999  | Eurocard Open, Штутгарт, Германия          | Хард (i) | Йонас Бьоркман  | Дэвид Адамс Джон-Лаффни де Ягер   | 6-7, 7-6, 6-0 |
| 20. | 28 фев 2000 | Abierto Mexicano de Tenis Pegaso, Мехико   | Грунт    | Дональд Джонсон | Мартин Родригес Гастон Этлис      | 6-3, 7-5      |
| 21. | 8 янв 2001  | Gold Flake Open, Ченнай, Индия             | Хард     | Уэйн Блэк       | Барри Коуэн Мосе Наварра          | 6-4, 6-3      |
| 22. | 24 сен 2001 | Открытый чемпионат Шанхая, КНР             | Хард     | Томас Симада    | Джон-Лаффни де Ягер Робби Кёниг   | 6-2, 3-6, 7-5 |

#### Поражения (19)
| №   | Дата        | Турнир                                                 | Покрытие | Партнёр           | Соперники в финале                | Счёт в финале      |
| --- | ----------- | ------------------------------------------------------ | -------- | ----------------- | --------------------------------- | ------------------ |
| 1.  | 20 апр 1992 | Гонконг                                                | Хард     | Байрон Талбот     | Джим Грабб Брэд Джилберт          | 6-2, 6-1           |
| 2.  | 12 июл 1993 | Hall of Fame Championships, Ньюпорт, США               | Трава    | Джим Пух          | Кристо ван Ренсбург Хавьер Франа  | 4-6, 6-1, 7-6      |
| 3.  | 30 авг 1993 | Скенектади, Нью-Йорк, США                              | Хард     | Бретт Стивен      | Бернд Карбахер Андрей Ольховский  | 2-6, 7-6, 6-1      |
| 4.  | 10 янв 1994 | Australian Men's Hardcourt Championships, Аделаида     | Хард     | Дэвид Адамс       | Марк Кратцман Эндрю Кратцман      | 6-4, 6-3           |
| 5.  | 31 янв 1994 | Открытый чемпионат Австралии, Мельбурн                 | Хард     | Джонатан Старк    | Паул Хархёйс Якко Элтинг          | 6-7, 6-3, 6-4, 6-3 |
| 6.  | 7 фев 1994  | San Jose Open, США                                     | Хард (i) | Джонатан Старк    | Рик Лич Джаред Палмер             | 4-6, 6-4, 6-4      |
| 7.  | 14 фев 1994 | Newsweek Champions Cup, Индиан-Уэллз, США              | Хард     | Джонатан Старк    | Патрик Гэлбрайт Грант Коннелл     | 7-5, 6-3           |
| 8.  | 10 окт 1994 | Australian Indoors, Сидней                             | Хард (i) | Джонатан Старк    | Паул Хархёйс Якко Элтинг          | 6-4, 7-6           |
| 9.  | 17 окт 1994 | Seiko Super Tennis, Токио, Япония                      | Хард     | Джонатан Старк    | Патрик Гэлбрайт Грант Коннелл     | 6-3, 3-6, 6-4      |
| 10. | 7 ноя 1994  | Paris Open, Франция                                    | Ковёр    | Джонатан Старк    | Паул Хархёйс Якко Элтинг          | 3-6, 7-6, 7-5      |
| 11. | 9 янв 1995  | Australian Men's Hardcourt Championships, Аделаида (2) | Хард     | Грант Коннелл     | Джим Курье Патрик Рафтер          | 7-6, 6-4           |
| 12. | 15 мая 1995 | Открытый чемпионат Германии, Гамбург                   | Грунт    | Андрей Ольховский | Евгений Кафельников Уэйн Феррейра | 6-1, 7-6           |
| 13. | 4 мар 1996  | U.S. Pro Indoor, Филадельфия, США                      | Ковёр    | Грант Коннелл     | Тодд Вудбридж Марк Вудфорд        | 7-6, 6-2           |
| 14. | 15 апр 1996 | Gold Flake Open, Нью-Дели, Индия                       | Хард     | Сэндон Столл      | Йонас Бьоркман Никлас Култи       | 4-6, 6-4, 6-4      |
| 15. | 8 июл 1996  | Уимблдонский турнир, Великобритания                    | Трава    | Грант Коннелл     | Тодд Вудбридж Марк Вудфорд        | 4-6, 6-1, 6-3, 6-2 |
| 16. | 19 мая 1997 | Открытый чемпионат Италии, Рим                         | Грунт    | Алекс О'Брайен    | Даниэль Нестор Марк Ноулз         | 6-3, 4-6, 7-5      |
| 17. | 1 мар 1999  | Guardian Direct Cup, Лондон, Великобритания            | Ковёр    | Уэйн Феррейра     | Грег Руседски Тим Хэнмен          | 6-3, 7-66          |
| 18. | 9 авг 1999  | du Maurier Open, Монреаль, Канада                      | Хард     | Уэйн Феррейра     | Йонас Бьоркман Патрик Рафтер      | 7-6, 6-4           |
| 19. | 29 янв 2001 | Открытый чемпионат Австралии, Мельбурн (2)             | Хард     | Давид Приносил    | Йонас Бьоркман Тодд Вудбридж      | 6-1, 5-7, 6-4, 6-4 |

## История участия в центральных турнирах в мужском парном разряде
| Турнир                             | 1989 | 1990 | 1991 | 1992 | 1993 | 1994 | 1995 | 1996 | 1997 | 1998 | 1999 | 2000 | 2001 | 2002 | Итого  | В / П за карьеру |
| ---------------------------------- | ---- | ---- | ---- | ---- | ---- | ---- | ---- | ---- | ---- | ---- | ---- | ---- | ---- | ---- | ------ | ---------------- |
| Открытый чемпионат Австралии       | A    | A    | A    | 2R   | 1R   | Ф    | 1R   | 2R   | 3R   | 1R   | 2R   | 2R   | Ф    | 3R   | 0 / 11 | 18-11            |
| Открытый чемпионат Франции         | A    | A    | A    | 1R   | 1R   | П    | 2R   | 2R   | 1R   | 1R   | 2R   | 2R   | 1R   | 3R   | 1 / 11 | 12-10            |
| Уимблдонский турнир                | A    | A    | 2R   | 1R   | 1/4  | 3R   | 3R   | Ф    | 2R   | 1R   | 1R   | 3R   | 1R   | 2R   | 0 / 12 | 17-12            |
| Открытый чемпионат США             | 2R   | A    | A    | 1R   | 2R   | 3R   | 1/4  | 1R   | 1R   | 3R   | 1/2  | 1R   | 2R   | A    | 0 / 11 | 14-11            |
| Чемпионат мира АТР / Кубок Мастерс | A    | A    | A    | A    | A    | RR   | A    | 1/2  | A    | A    | A    | A    | A    | A    | 0 / 2  | 4-3              |

## Интересные факты
Байрон Блэк дважды встречался с младшим братом Уэйном в профессиональных турнирах в одиночном разряде: в 1995 году в Мумбаи победил, а в 1998 году в Торонто проиграл. В парном разряде счёт между ними 6:2 в пользу Байрона, при этом Уэйн выиграл две последних встречи.